# Phan Gia Nhật Linh
Phan Gia Nhật Linh (sinh ngày 3 tháng 9 năm 1979) là một nam nhà làm phim kiêm nhà phê bình điện ảnh người Việt Nam.

## Tiểu sử và sự nghiệp
Phan Gia Nhật Linh sinh ngày 3 tháng 9 năm 1979 tại Thành phố Hồ Chí Minh, anh có đam mê với điện ảnh từ lúc còn trẻ. Tuy vậy, sau khi tốt nghiệp cấp trung học phổ thông, anh lại theo học Trường Đại học Kiến trúc vì "mê hai đạo diễn James Cameron và Luc Besson" và "hai ông đạo diễn này đều xuất thân từ một trường kiến trúc". 
Năm 1997, anh bắt đầu viết bình luận điện ảnh dưới bút danh Phanxinê  cộng tác với các tờ báo và tạp chí điện ảnh. Năm 2002, anh làm thư ký của tòa soạn Tạp chí Điện ảnh Kịch trường. Cuối năm 2006, anh nhận được học bổng của quỹ Ford tại Việt Nam về đào tạo ngành làm phim và theo học tại Khoa điện ảnh trường Đại học Nam California, Hoa Kỳ. 
Tốt nghiệp năm 2011, anh trở về Việt Nam và tham gia nhiều dự án điện ảnh khác nhau, như đạo diễn hậu trường cho bộ phim Cưới ngay kẻo lỡ của đạo diễn Charlie Nguyễn, hay phó đạo diễn bộ phim Mỹ nhân kế của đạo diễn Nguyễn Quang Dũng.
Năm 2014, Phan Gia Nhật Linh và Danny Đỗ cùnng làm đạo diễn bộ phim truyền hình Bếp hát. 
Năm 2015, Phan Gia Nhật Linh ra mắt bộ phim đầu tay do chính anh làm đạo diễn một mình Em là bà nội của anh, bộ phim điện ảnh Việt Nam ăn khách nhất vào thời điểm đó. 
Năm 2021, Phan Gia Nhật linh ra mắt bộ phim dành cho thiếu nhi mang tên Trạng Tí phiêu lưu ký, bộ phim được biết đến như 1 tác phẩm dành cho lứa tuổi thiếu nhi và gia đình.  Tuy nhiên, bộ phim gặp một số phản ứng trái chiều từ dư luận xuất phát vụ bản quyền bộ truyện tranh Thần đồng đất Việt và phát ngôn của đạo diễn. Sau khi phát hành vài ngày, bộ phim bị hoãn chiếu do chính quyền đóng cửa các rạp chiếu phim khi tái bùng phát dịch Covid. 
Năm 2024, Phan Gia Nhật Linh xuất hiện trong bộ phim truyền hình Cảm tình viên sản xuất bởi đài HBO và xưởng phim A24. Là một trong số ít những diễn viên hiện sinh sống tại Việt Nam, anh giữ bí mật về quá trình tham gia phim cho tới khi phim được phát sóng với lý do "nhạy cảm chính trị". Anh đóng nhân vật Thiếu tá Oanh, một vai mà anh cho là "an toàn" vì thể hiện điểm tốt của đàn ông Việt Nam, "một người sống vì gia đình, luôn chăm lo cho mẹ, vợ, và con".

## Danh sách phim

### Phim
| Năm  | Phim                        | Chủ đề                | Thể loại    |
| ---- | --------------------------- | --------------------- | ----------- |
| 2010 | Thằng chó chết              | Chính kịch            | Phim ngắn   |
| 2014 | Bếp hát (cùng với Danny Đỗ) | Chính kịch, Nhạc kịch | Truyền hình |
| 2015 | Em là bà nội của anh        | Hài, Tâm lý xã hội    | Điện ảnh    |
| 2017 | Cô gái đến từ hôm qua       | Hài, Lãng mạn         | Điện ảnh    |
| 2021 | Trạng Tí phiêu lưu ký       | Hài                   | Điện ảnh    |
| 2022 | Em và Trịnh                 | Chính kịch, Lãng mạn  | Điện ảnh    |
| 2022 | Trịnh Công Sơn              | Chính kịch, Lãng mạn  | Điện ảnh    |
| 2024 | Trước giờ "yêu"             | Hài, Lãng mạn         | Điện ảnh    |
| 2025 | Mang mẹ đi bỏ               | Chính kịch            | Điện ảnh    |

### Diễn xuất
| Năm  | Phim          | Chủ đề                       | Thể loại    | Vai diễn      |
| ---- | ------------- | ---------------------------- | ----------- | ------------- |
| 2024 | Cảm tình viên | Hài đen, Chính kịch, Lịch sử | Truyền hình | Thiếu tá Oanh |

## Giải thưởng
| Năm  | Giải thưởng             | Hạng mục                                                     | Đối tượng đề cử      | Kết quả   |
| ---- | ----------------------- | ------------------------------------------------------------ | -------------------- | --------- |
| 2015 | Liên hoan phim Việt Nam | Phim hay nhất do khán giả bình chọn trong hạng mục Toàn cảnh | Em là bà nội của anh | Đoạt giải |